# 김하준 (1988년)
김하준(한국 한자: 金河寯, 1988년 10월 27일 ~ )은 대한민국의 전 축구 선수이며, 포지션은 수비수였다.